# Asclepieia

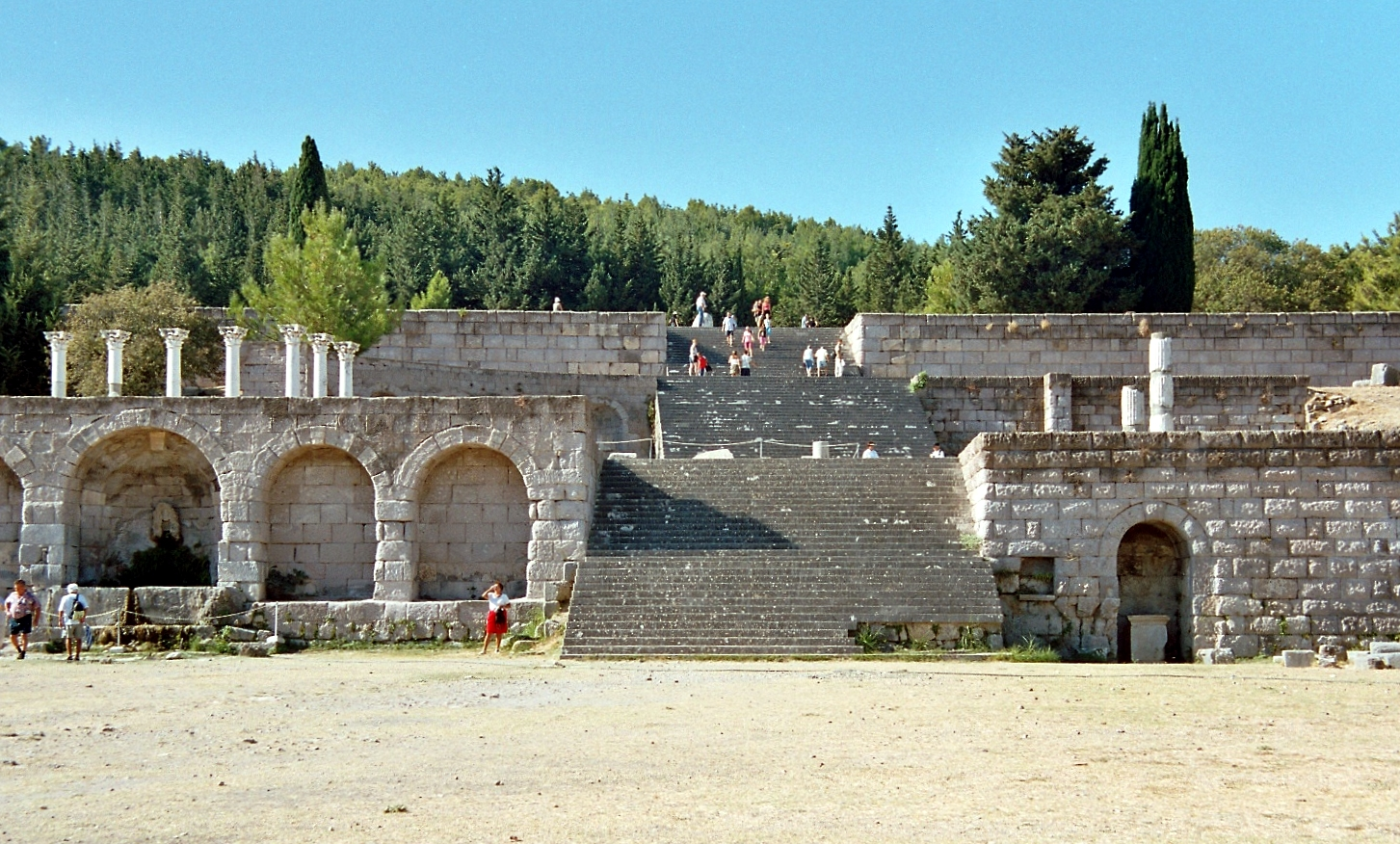
Turistas apreciando a vista panorâmica da cidade a partir da Asclepieia em Cós.

Asclepieia (grego antigo: Ἀσκληπιεῖον Asklepieion; dialeto dórico: Ἀσκλαπιεῖον; latim aesculapīum) eram templos de cura localizados na Grécia antiga (e no mundo helenístico e romano mais amplo), dedicados a Asclépio, o primeiro médico-semideus da mitologia grega. Assim, devido ao mito de seus grandes poderes de cura, os peregrinos se reuniam em templos construídos em sua homenagem para buscar cura espiritual e física.
As Asclepieias incluíam espaços cuidadosamente controlados, propícios à cura, e atendiam a vários dos requisitos das instituições criadas para a cura. O tratamento nesses templos concentrava-se, em grande parte, na promoção de estilos de vida saudáveis, com ênfase especial nas necessidades espirituais da pessoa. Uma característica do Asclepieion era a prática da incubatio, também conhecida como "sono do templo". Esse era um processo pelo qual os pacientes iam dormir no templo com a expectativa de serem visitados pelo próprio Asclépio ou por um de seus filhos curadores em um sonho. Durante esse tempo, eles seriam informados sobre o que precisavam fazer para curar sua doença. No mínimo, eles acordavam sem ter sido visitados diretamente por uma divindade e, em vez disso, relatavam o sonho a um sacerdote. O sacerdote, então, interpretava o sonho e prescrevia uma cura, geralmente uma visita aos banhos ou a um ginásio. O tratamento preliminar para a admissão nas Asclepieias era a catarse, ou purificação. Ele consistia em uma série de banhos de limpeza e purgações, acompanhados de uma dieta de limpeza que durava vários dias.
Apesar de esses métodos serem considerados como "cura pela fé", eles eram altamente eficazes, como fica evidente pelos inúmeros relatos escritos de pacientes que atestam sua cura e fornecem relatos detalhados de sua cura. Na Asclepieia de Epidauro, três grandes tábuas de mármore datadas de 350 a.C. preservam os nomes, histórias de casos, queixas e curas de cerca de 70 pacientes que foram ao templo com um problema e o resolveram lá. Algumas das curas cirúrgicas listadas, como a abertura de um abscesso abdominal ou a remoção de material estranho traumático, são realistas o suficiente para terem ocorrido, com o paciente em um estado de sonho de sono induzido conhecido como "enkoimesis" (grego: ἐγκοίμησις), não muito diferente da anestesia, induzida com a ajuda de substâncias soporíferas como o ópio.
Asclepieia também se tornou o lar de futuros médicos. Diz-se que Hipócrates recebeu seu treinamento médico em uma Asclepieia na ilha de Cós. Antes de se tornar o médico pessoal do imperador romano Marco Aurélio, Galeno tratou e estudou no famoso Asclepieia de Pérgamo.

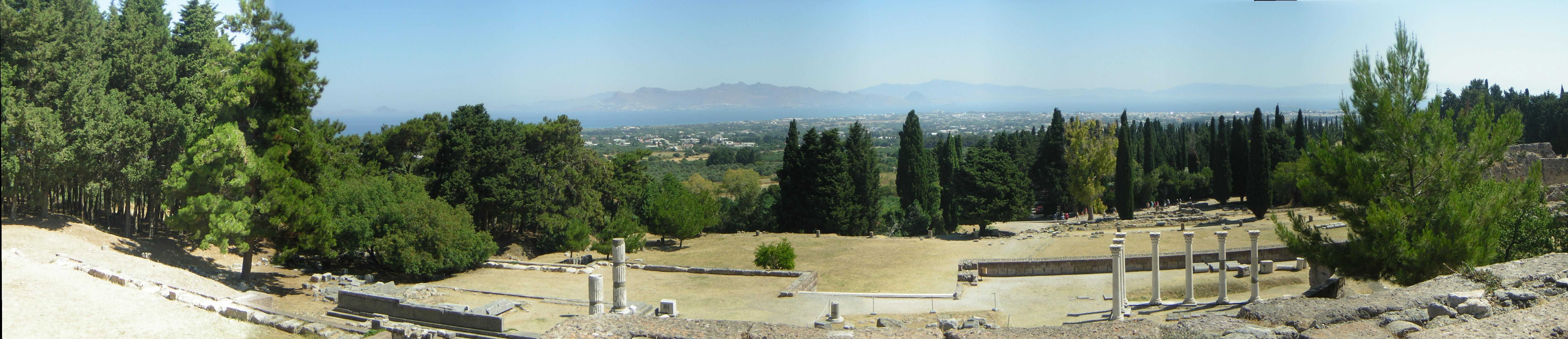
Vista panorâmica da Asclepieia em Cós.

## Asclépio e o seu culto

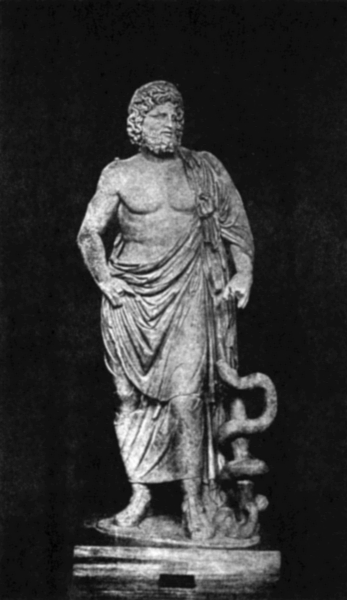
Asclépio segurando o bastão com uma serpente enrolada nele, que serve de inspiração para o símbolo da medicina

Na mitologia e religião gregas, Asclépio era o deus da medicina, filho do deus Apolo e da mortal Coronis. Diz-se que seu nome significa "corte aberto". Diz-se que ele recebeu esse nome como resultado da experiência de parto de sua mãe, durante a qual o útero dela teve de ser cortado para que Asclépio nascesse (hoje conhecido como cesariana). Na Ilíada de Homero, Asclépio era um homem, um médico de soldados feridos no campo de batalha de Troia. Mas na época de Hipócrates, ele havia sido elevado ao status de deus.
O pai de Asclépio, Apolo, era o próprio deus patrono da medicina. Foi por meio de Apolo que Quíron, o centauro sábio e pacífico, aprendeu a arte da cura. Sob a orientação de Apolo, Quíron cresceu em seu ofício, tanto que o próprio Apolo confiou a Quíron o treinamento de seu filho, Asclépio. Por meio de seus estudos, Asclépio tornou-se tão hábil na medicina, especialmente na arte da cirurgia, que foi capaz de devolver os vivos aos mortos. Suas habilidades rapidamente atraíram a atenção e a inveja dos outros deuses. Segundo uma história, Asclépio foi morto por Zeus a pedido de Hades, o deus do submundo, que temia que Asclépio estivesse roubando almas dele.Antes de sua morte, no entanto, Asclépio teve vários filhos, incluindo: Macaão, Podalírio, Hígia e Panaceia, que eram considerados curandeiros altamente eficazes.
A partir de 350 a.C., o culto a Asclépio tornou-se cada vez mais popular. Ele era admirado por servir as pessoas apesar de sua classe e status social, o que não era uma prática comum dos olímpicos. Os médicos que alegavam ser descendentes diretos de Asclépio se referiam a si mesmos como "Asclépios". O símbolo de uma serpente enrolada em um bastão, amplamente usado por instituições médicas modernas, como a Associação Médica Americana, tem como modelo o bastão que Asclépio carregava.

## Templos Asclepieia
Mais de 300 Asclepieias foram descobertos em toda a Grécia antiga. Entre os templos mais famosos estavam Trikka, Epidauro, ilha de Cós, Atenas, Corinto e Pérgamo. Esses templos geralmente ficavam em locais isolados, cercados por spas modernos ou sanatórios nas montanhas.
Também era característica desses templos a presença de cães e serpentes não venenosas, conhecidas como cobras esculápias, que frequentavam as salas e os dormitórios e desempenhavam um papel importante nas atividades de cura.
Asclépio pode ter sido adorado pela primeira vez como um herói em Trikka (atual Trícala), na Tessália, Grécia. Os mitógrafos antigos geralmente consideravam Trikka como o local de nascimento de Asclépio, mas até hoje as escavações arqueológicas ainda não descobriram seu santuário lá. Epidauro, por outro lado, foi o primeiro lugar a adorar Asclépio como um deus, começando em algum momento do século V a.C. A Asclepieia em Epidauro é extensa e bem preservada. Há também uma Asclepieia localizado na encosta sul da Acrópole de Atenas, que data de cerca de 420 a.C.
Localizado na planície de Argólida, no leste do Peloponeso, na Grécia, Epidauro era a principal Asclepieia. O templo de cura recebeu esse nome em homenagem a Asclépio, filho de Apolo. No Epidauro, havia várias pessoas, como médicos e sacerdotes, que ajudavam aqueles que buscavam uma sessão de cura com esses profissionais. Os pacientes vinham prestar homenagem aos deuses fazendo peregrinações ao local, realizando uma oração ou um sacrifício, dando presentes em dinheiro ou até mesmo dormindo no templo. O Epidauro também servia como um santuário para aqueles que estavam extremamente doentes. Por fim, foi ampliado para uma instituição de cento e oitenta cômodos para abrigar os moribundos e as mulheres em trabalho de parto durante o Império Romano.

## Procedimentos realizados nas Asclepieias

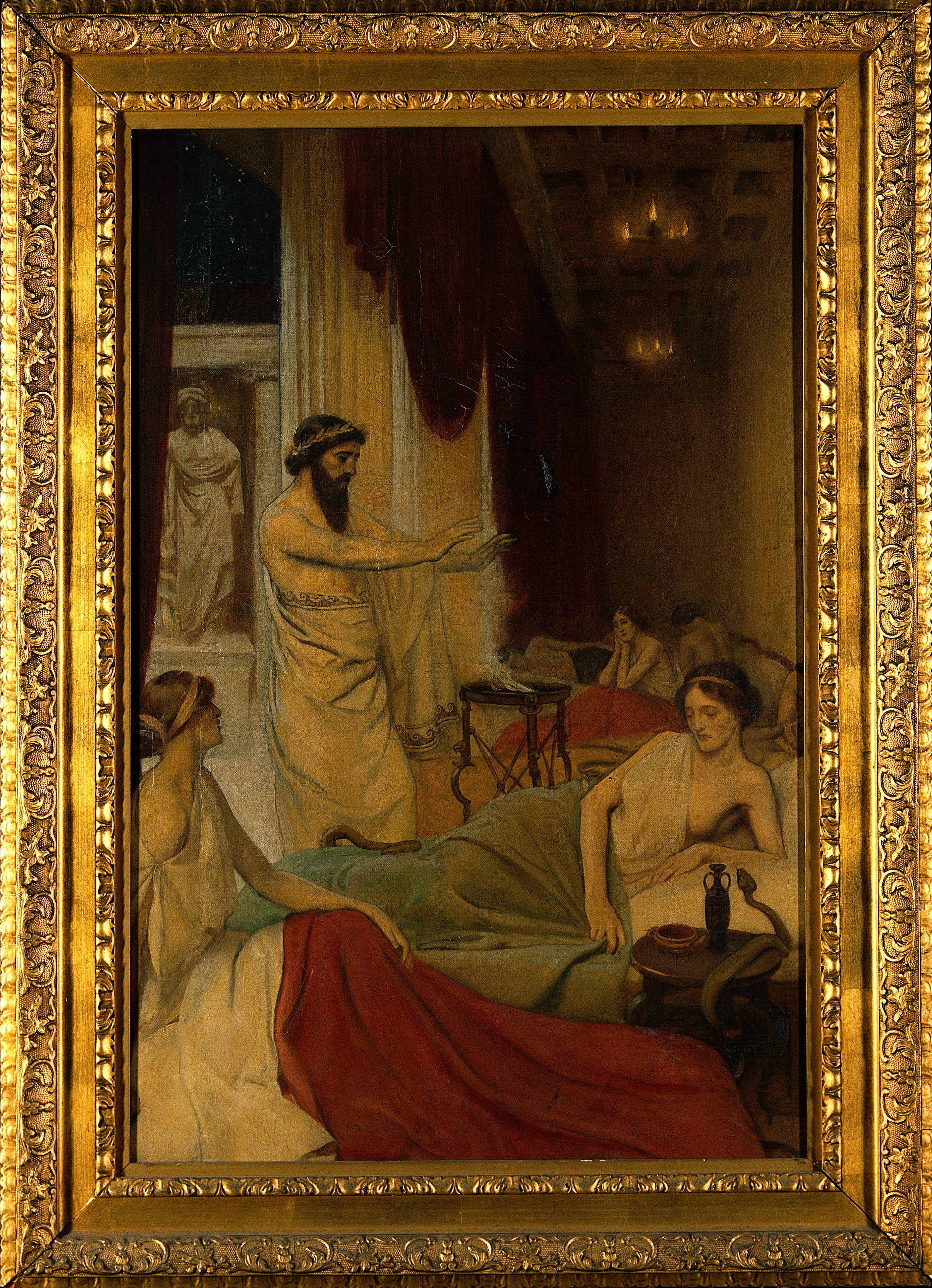
Pacientes dormindo no templo de Esculápio em Epidauro, de Ernest Board

A assinatura da medicina asclepiana era sua abordagem holística para o atendimento ao paciente. Ela enfatizava a terapia por meio do ambiente natural, daí os locais cuidadosamente escolhidos, bem como o cuidado com os estados psicológicos e emocionais do paciente. Ao atender a esses aspectos, os mecanismos inatos de cura do paciente eram ativados, o que promovia a recuperação.
Havia duas etapas para que um paciente fosse considerado para ser tratado na Asclepieia. A primeira delas é o estágio de Katharsis ou purificação. É quando o paciente é submetido a uma série de banhos e outros métodos de purgação, como uma dieta limpa durante vários dias ou a purgação de suas emoções por meio da arte. Em seguida, o paciente fazia uma oferenda, como dinheiro ou uma oração ao templo, portanto, a Asclépio. O sacerdote do templo, então, dá ao paciente uma oração que aliviará a mente do paciente e criará uma perspectiva mais positiva para ele.
Em seguida, vinha a incubação ou terapia dos sonhos. Os pacientes dormiam no "Abaton" ou "Enkoimeterion", que era um dormitório localizado na Asclepieia. Lá, eles eram embalados em um estado hipnótico, provavelmente induzido por alucinógenos, e começavam a jornada dos sonhos. Enquanto dormiam, recebiam a visita de Asclépio ou de suas filhas Hígia e Panaceia. Essas visitas em sonho eram de natureza prognóstica, revelando o curso projetado da doença e os resultados finais do paciente. Durante esse período, os pacientes também descobriam o que precisavam fazer quando acordavam para tratar a doença. Ao acordar, o paciente contava seu sonho a um sacerdote do templo, que então prescrevia um tratamento com base em sua interpretação. Outros sonhos eram menos diretos e mais simbólicos. Os médicos-sacerdotes das Asclepieias também eram mestres intérpretes de sonhos que adivinhavam o tratamento a ser seguido com base no relato do sonho do paciente. O deus Asclépio tinha certos animais totêmicos em cujo disfarce ele gostava de visitar os suplicantes enquanto dormiam. Esses animais eram o cachorro, o galo e, é claro, a serpente.

## Lista de Asclepieias
- Asclepieia em Epidauro.
- Asclepieia em Cós.
- Asclepieia na Acrópole de Atenas, estabelecida em 419/18 a.C.
- Asclepieia de Atenas em Pireu.
- Santuário de Asclépio em Pérgamo, fundado no início do século III a.C.
- Templo de Asclépio na Ilha Tiberina, em Roma, dedicado em 289 a.C.
- Asclepieia em Messênia, estabelecida no século III a.C.